# Чемлыжское сельское поселение
Чемлы́жское сельское поселение — муниципальное образование в северо-западной части Севского района Брянской области. Административный центр — село Заулье.
Образовано в результате проведения муниципальной реформы в 2005 году, путём слияния дореформенного Заульского сельсовета и части Княгининского сельсовета.

## Население
| 2010  | 2011  | 2012  | 2013  | 2014  | 2015  | 2016  |
| ----- | ----- | ----- | ----- | ----- | ----- | ----- |
| 1406  | ↘1399 | ↘1360 | ↘1352 | ↘1309 | ↘1284 | ↘1244 |
| 2017  | 2018  | 2019  | 2020  | 2021  |       |       |
| ↘1201 | ↘1184 | ↘1182 | ↘1164 | ↘1038 |       |       |

## Населённые пункты
| № | Населённый пункт | Тип     | Население |
| - | ---------------- | ------- | --------- |
| 1 | Заулье           | село    | ↘342      |
| 2 | Борисовский      | посёлок | ↘7        |
| 3 | Добрунь          | посёлок | ↘104      |
| 4 | Ефимовичи        | деревня | ↘1        |
| 5 | Княгинино        | село    | ↘461      |
| 6 | Зеленин          | посёлок | →6        |
| 7 | Покровский       | посёлок | ↘42       |
| 8 | Чемлыж           | село    | ↘389      |